# 赤城神社 (新宿區)
35°41′36.7″N 139°42′18.5″E / 35.693528°N 139.705139°E
赤城神社（あかぎじんじゃ）是位於東京都新宿區赤城元町的神社。明治維新之前稱為赤城大明神、赤城明神社。

## 祭神
主祭岩筒雄命（いわつつおのみこと）與相殿的赤城姬命（あかぎひめのみこと）。
岩筒雄命是由火神迦具土神所生，經津主神之親神。赤城姬命一說是創建神社的大胡氏之女，也有人說是別當寺東覺寺的本地佛。

## 由緒
據傳是鎌倉時代正安2年（1300年），由上野國赤城山麓移居到牛込的大胡彥太郎重治創建於牛込早稻田的田島村 。文安元年（1444年）奉納大般若經。
寛正元年（1460年），築江戶城的太田道灌將其移至牛込台。其後弘治元年（1555年），大胡宮內少輔再移動至現在地。江戶時代德川幕府將其列為江戶大社之一，成為牛込鎮守且香火鼎盛。
『江戶名所圖會』中稱其為「赤城明神社」，並由大胡重泰（おおごしげやす）創建，牛込鎮守的別當寺則記錄為東覺寺（天台宗）。

## 歷史

### 年表
- 正安2年（1300年）：大胡彥太郎重治由上野國赤城神社分靈，創建於牛込早稻田的田島村。
- 寛正元年（1460年）：太田道灌將其遷至牛込台。
- 弘治元年（1555年）：大胡宮內少輔將其遷至現在地。
- 天和3年（1683年）：江戶幕府列其入江戶大社。
- 天保13年（1842年）3月7日：火災，社殿全燒。之後再建。
- 明治元年（1868年）：明治維新時，社名改為赤城神社。
- 明治6年（1873年）：列入鄉社。
- 明治9年（1876年）：橫寺町的北野神社（朝日天滿宮）作為境內社遷入。
- 昭和20年（1945年）4月13日：太平洋戰爭，社殿全燒。
- 昭和26年（1951年）10月：本殿再建。
- 昭和34年（1959年）5月：拜殿・幣殿再建。
- 昭和37年（1962年）10月：境內社的出世稻荷神社社殿再建。
- 平成17年（2005年）10月：戰爭時燒毀的境內社北野神社，作為螢雪天神再興[3]。
- 平成20年（2008年）3月：位於神社旁，資金面上提供支援的私立赤城幼稚園閉園。
- 平成22年（2010年）9月：「赤城神社 再生計畫」完成，建物也進行了改建。
- 平成23年（2011年）10月：榮獲2011年度好設計獎。

### 再生計畫
平成21年（2009年）至22年間進行了「赤城神社 再生計畫」工程。計畫中將老化的社殿全部重建，神社內附設的幼稚園（私立赤城幼稚園）因少子化而閉園。若要完全開發這些土地，在建築成本上神社方面難以負荷。
因此神社便與三井不動產住宅進行合作，設定了約70年的租借權向神社租用土地，在神社重建時餘下的土地則新建公寓，大樓內並設了畫廊、大廳等設施。土地租金也能充實神社的營運，至年限到期時公寓預計將會解體，並重新變回神社地。
神社設計監修由居住於神樂坂的氏子，建築師隈研吾擔任。公寓的內外做了與神社調和的工法，神社內的既存樹木也進行了一部分的保存、活用。關於設計這點，三井不動產住宅方面表示是隈研吾建築師本人願意出力幫忙。神社再生計畫在2011年度好設計獎中，榮獲住宅部門與商業解決方案部門兩項獎項。

## 境內社
出世稻荷神社
祭神為宇迦御魂命、保食命。牛込赤城元町鎮守。
螢雪天神
祭神為菅原大神。因戰爭而燒毀的北野神社，經由同樣位於牛込的出版社「旺文社」捐款而再興。螢雪天神之名來自「螢雪時代」，主要祈求考生考運昌隆。

## 氏子地域
- 赤城下町
- 赤城元町
- 市谷山伏町
- 榎町
- 改代町
- 神樂坂六丁目
- 北町
- 北山伏町
- 細工町
- 水道町
- 簞笥町
- 築地町
- 天神町
- 中里町
- 中町
- 西五軒町
- 二十騎町
- 払方町
- 東榎町
- 弁天町
- 南榎町
- 南町
- 南山伏町
- 山吹町
- 矢來町
- 橫寺町
- 早稻田町
- 早稻田鶴卷町

## 交通
- 東京地下鐵東西線・神樂坂站 1b出口 出站即達
- 都營大江戶線・牛込神樂坂站 A2・A3出口 徒步6分
- 東京地下鐵有樂町線・江戶川橋站 A4出口 徒步7分
- JR中央・總武線等・飯田橋站 B3・C1出口 徒步9分

## 腳註

### 出典
1. 1 2 3 4 5 6  東京都神社庁.
2. ↑  東京都新宿区教育委員会 1976，第3-10頁
3. ↑  . 読売新聞. 2005-12-30  [2013-10-20]. （原始内容存档于2008-01-26）.
4. ↑  . 三井不動産. 2009-11-04  [2011-10-07]. （原始内容存档于2016-04-13）.
5. ↑  . 市谷経済新聞. 2008-09-04  [2009-02-10]. （原始内容存档于2020-07-25）.
6. ↑  . 三井不動産レジデンシャル.   [2013-10-20]. （原始内容存档于2013-05-31）.
7. ↑  . 市谷経済新聞. 2009-02-23  [2011-10-07]. （原始内容存档于2021-01-15）.
8. ↑  . 三井不動産レジデンシャル.   [2013-10-20].[]
9. ↑  . 三井不動産. 2011-10-03  [2011-10-07]. （原始内容存档于2016-04-15）.

## 關聯文獻
- 東京市牛込区 (编). . 東京市牛込区. 1927: 547. NDLJP: 1208578/381.

## 外部連結
- 赤城神社 （页面存档备份，存于）（神社公式サイト）
- 赤城神社・パークコート神楽坂 （页面存档备份，存于）（グッドデザイン賞公式サイト）